# Red Cochran
(en) Statistiques sur pro-football-reference
John Thurman Cochran Jr. (né le 2 août 1922 à Fairfield et décédé le 5 septembre 2004 à Green Bay) est un joueur et entraîneur américain de football américain. Connu par son parcours chez les Packers de Green Bay, il a notamment exercé les fonctions d'entraîneur et de recruteur pendant près de quarante ans dans la franchise du Wisconsin.

## Carrière

### Joueur
Cochran fait ses études à la Hueytown High School d'Hueytown avant d'intégrer l'Université de Wake Forest, ayant reçu une bourse d'études pour évoluer dans les équipes de football américain et de baseball, jouant notamment sous les ordres de Peahead Walker. Il évolue comme tailback, une variante du poste de running back, et décroche notamment une sélection dans l'équipe 1942 de la Southern Conference. En 1942, il est appelé dans l'United States Air Force pour piloter un Consolidated B-24 Liberator avant de retourner à l'université et de terminer son cursus.
Sélectionné au huitième tour de la draft 1944 de la NFL par Card-Pitt, une fusion entre les Cardinals de l'Arizona et les Steelers de Pittsburgh, il attend 1947 pour faire ses débuts avec les Cardinals de Chicago. Lors de ses deux premières saisons, il réalise quinze interceptions dont deux lors du match de championnat NFL de 1948 et remporte le championnat 1947. Il joue trois saisons avec cette franchise avant de prendre sa retraite.

### Entraîneur
De 1951 à 1955, Cochran figure dans le staff technique de Wake Forest avant d'entraîner les quarterbacks et les running backs des Lions de Détroit et d'être repéré par Vince Lombardi, l'entraîneur des Packers de Green Bay. Il intègre l'équipe d'adjoints des Packers et va parfaire des joueurs comme Bart Starr, Jim Taylor et Paul Hornung, considérés comme l'une des meilleures attaques de l'histoire de la NFL. De 1959 à 1966, Cochran remporte trois championnats NFL et le tout premier Super Bowl. Après des passages éphémères chez les Cardinals de Saint-Louis et les Chargers de San Diego, l'originaire de l'Alabama revient à Green Bay et figure dans le staff pendant quatre ans avant de devenir recruteur pour la franchise du Wisconsin. Il occupe cette fonction de 1975 jusqu'à son décès en septembre 2004.